# Герб Мукачівської греко-католицької єпархії
Ге́рб Мука́чівської гре́ко-католи́цької єпа́рхії — є символом Мукачівської єпархії Греко-Католицької Церкви.

## Історія
Герб Мукачівської єпархії ГКЦ розробив З. Ґ. Алєкси і затвердив 16 січня 2003 р. єпископ Мілан Шашік.

## Опис
На червоному тлі, на синьому пагорбі стоїть срібний восьмиконечний хрест, всередині — золотий овал з маріянським написом МР ΘY. У верхніх кутах і на пагорбі знаходяться золоті шестикутні зірки. 
На щиті стоїть золото-срібна єпископська корона (митра) з червоним та синім коштовним камінням. За щитом перехрещений золотий єпископський жезл із золотим процесійним хрестом.

## Тлумачення
Хрест  символізує Греко-католицьку церкву, а його розміщення на пагорбі уособлює кафедральний собор в Ужгороді (який є сучасним осідком єпархії) під назвою Воздвиження Чесного Хреста. Овал з Марійською абревіатурою нагадує про заснування єпархії в Мукачевому і пов'язаний з місцевим собором. Три зірки взяті з герба папи Климента XIV (походив з родини Ґанґанеллі), який 1774 року заснував Мукачівську греко-католицьку єпархію.

## Виноски
1. 1 2 3 4  Герб Мукачівської греко-католицької єпархії [Архівовано 30 січня 2013 у Wayback Machine.].
2. 1 2 3 4 5  Зденко Ґ. Алєкси (Братислава, Словаччина) Новий символ Мукачівської єпархії УГКЦ [Архівовано 24 червня 2010 у Wayback Machine.].